# Alers (Familie)
Die Familie Alers war ehemals mit der Seigneurie des Alleurs in der Normandie angesessen, verließ des Glaubens wegen Frankreich und wandte sich nach Bremen.

## Die norddeutsche Hugenottenfamilie Alers
Der Zweig des Alleurs des altadligen französischen Geschlechts Croismare, ist dem Adelslexikon Premiere registre de livre d'or de la noblesse de France zufolge bereits im 17. Jahrhundert erloschen. Die Familie bestand jedoch bis ins 20. Jahrhundert in Deutschland unter dem in Norddeutschland oft vorkommenden Nachnamen Alers fort, dies vielleicht in Anlehnung an die Namensgebung der Seigneurie des Alleurs. Jean de Croismare, Sohn von Robert de Croismare (Sekretär des Königs) und dessen Frau Jeanne du Bois, verließ während der Hugenottenverfolgung des Glaubens wegen Frankreich, ging nach Bremen und nannte sich Alers. Von dort breitete sich die Familie unter dem Namen Alers in Niedersachsen aus, vorrangig als Pastoren. Der preußische Generalmajor Wilhelm Alers (1847–1936) ist wohl der letzte männliche Namensträger der Familie. Er wurde 1875 in den erblichen preußischen Adelsstand erhoben und heiratete Adelaide von Chamisso de Boncourt. In der männlichen Linie ist die Familie vermutlich erloschen; Nachkommen gibt es jedoch bis in die Gegenwart.

## Namensträger
- Georg Friedrich Wilhelm Alers (1811–1891), deutscher Forstwissenschaftler, Schriftsteller und Stifter
- Wilhelm von Alers (1847–1936), preußischer Generalmajor

## Stammreihe der Hugenottenfamilie Alers (Abstammung von den Croismare)
Die französischen Adelslexika beginnen mit der gesicherten Stammreihe der Croismare wie folgt:
Guillaume de Croismare (Vater von A1), erwähnt um 1291 ⚭ Elache de Creuilly (Creully)
Ausgehend von Robert I. Earl of Gloucester, einem unehelichen Sohn des englischen Königs Heinrich I., stammen die Creully von Wilhelm dem Eroberer und den Herzögen der Normandie ab.
aus Gotha, 1910, 4. Jahrgang
A1. Guillaume (I.) Seigneur de Croismare, Seigneur des Aleurs, de St. Jean de Cardonnay, de Limésy, St. Just usw., genannt 1378, gründet am 15. Juli 1387 die Kapelle Sainte-Catherine in Rouen, Anwalt und Rat der Königin Blanka von Kastilien. ⚭ I Marie Gaillande, ⚭ II Jacqueline Naguet († 1390) geborene du Bosc, Witwe des Jean Naguet,
B1. [I] Guillaume (II.), gen. 1386, stirbt vor seinem Vater, königl. Stallmeister ⚭ Isabeau Naguet
C1. Guillaume (III.), Seigneur des Aleurs, Sénéchal der Baronie Heuqueville, 1438 Oberlandesgerichtspräsident von Rouen, ⚭ III Perret Roussel
D1. [III] Robert d. Ä., Oberlandesgerichtspräsident von Rouen, ⚭ Jacqueline Lallement
E1. Robert d. J., Stallmeister des Königs und Generalleutnant der Gewässer und Forsten in der Normandie und Picardie, 19. April 1510 ⚭ Marie d'Osmont
F1. Jacques, Sekretär von König Franz I. von Frankreich, ⚭ I Cathérine Ango, ⚭ II 6. Februar 1518 Jeanne Miette, geb. du Bois
G1. [II] Jean des Aleurs (* um 1520, † 11. August 1575), kam nach Bremen und änderte seinen Namen in Johann Alers, Bremer Bürger, 1560 Eltermann (Ratsherr), ⚭ N. Kimmen

## Stammreihe nach Johann Alers (Jean des Aleurs) - Braunschweiger Linie
- Jean des Aleurs (* um 1520, † 11. August 1575), in Bremen Johann Alers genannt, Bremer Bürger, 1560 Eltermann (Ratsherr), ⚭ N. Kimmen

- Heinrich Alers, Bauherr (Vorsitzender des Kirchenvorstandes) zu Ansgari in Bremen, ⚭ Aleke Wachmann

- Henni (* 1584, † 21. April 1673 in Wennigsen), herzogl. braunschweig.-lüneb. Holzvogt des Fürstentums Kalenberg, Besitzer eines Hofgutes in Wennigsen, ⚭ Margareta Remmers (* 1604, † 15. Mai 1679)

- Hans (* 1. Januar 1642, † 14. November 1709 in Braunschweig), Feldprediger der fürstl. Truppen, 1682 Pastor zu Brüdern und St. Johannis in Braunschweig, ⚭ I 1672 N. Oberheyden († 1673), ⚭ II 27. März 1675 Anna Blandine Schindler

- [II] Johann Henning (* 21. Oktober 1673 in Braunschweig, † 18. November 1736 in Ölper bei Braunschweig), 1716–1736 Pastor in Ölper und Waterbüttel, ⚭ Dorothea Elisabeth Lemmermann (* 1689, † 28. März 1758)

- Johann Albrecht Wilhelm (* 1710 Ölper, † 19. Dezember 1758 ebenda), 1737–1751 Pastor in Ölper, ⚭ Mai 1738 Margareta Rethemeyer (* 14. November 1717, † 14. Juni 1752)

- Anton August Eobald (* 6. Januar 1745 in Ölper, † 4. Juni 1821 in Braunschweig), seit 1781 Pastor zu St. Katharinen in Braunschweig, ⚭ ebenda Johanne Justine Petrosilius (* 13. Juni 1755, † 5. Juni 1825)

- Johann Christian Bernhard (* 19. Februar 1777 in Wallmoden, † 20. März 1847 in Ührde, Amt Schöppenstedt), herzogl. braunschweig. Amtmann und Oberkommissar in Helmstedt, ⚭ 3. Mai 1803 Dorothea Kumme (* 21. Juli 1780, † 21. Dezember 1847 in Ührde)

- Georg Friedrich Wilhelm (* 12. Mai 1811 in Braunschweig, † 31. Dezember 1847 in Helmstedt) herzogl. braunschweig. Forstmeister, Besitzer eines Hofgutes in Uthmöden bei Calvörde und des Klarabades bei Helmstedt, ⚭ 24. Oktober 1844 in Braunschweig Amalie Johanne Karoline Wilhelmine Overlach (* 25. Dezember 1817 in Helmstedt, †  7. Juni 1871 ebenda)

- Wilhelm Karl Georg Julius von Alers (* 20. Oktober 1847 in Stiege, Kreis Hasselfelde), kgl. preuss. Oberstleutnant, in den preuss. Adelstand am 27. März 1875 (Berlin) erhoben, ⚭ I 8. Mai 1875 in Wiesbaden Adelaide Marie Pauline Ernstine von Chamisso de Boncourt (* 11. Juli 1856 in Wiesbaden), Herrin auf Bibow und Hasenwinkel (bei Warin, Mecklenburg), geschieden 13. November 1899 in Wiesbaden, ⚭ II 1. Mai 1902 in Wiesb. Ida Eugenie Karoline Georgine Adelheid Wilhelmine Luise verw. Gräfin Wachtmeister, geborene von Oertzen, (* 10. Oktober 1864), 1. Gatte Knut Graf Wachtmeister († 3. März 1885 auf Schloss Sölvesborg, Schweden); 2. Gatte Rutger Gf Wachtmeister († 28. März 1899 in Wiesbaden).

- [I] Karola Ernestine Maximiliane Anna Georgine (* 3. September 1882 in Wiesbaden) ⚭ 24. Oktober 1905 in München Wladimir Schmitz, Gutsbesitzer (St. Petersburg). Keine Nachkommen.

## Stammreihe nach Johann Alers (Jean des Aleurs) - Linie Bockenem
- Jean des Aleurs (* um 1520, † 11. August 1575), in Bremen Johann Alers genannt, Bremer Bürger, 1560 Eltermann (Ratsherr), ⚭ N. Kimmen

- Heinrich, Bauherr (Vorsitzender des Kirchenvorstandes) zu Ansgari in Bremen, ⚭ Aleke Wachmann

- Henni (* 1584, † 21. April 1673 in Wennigsen), herzogl. braunschweig.-lüneb. Holzvogt des Fürstentums Kalenberg,  Besitzer eines Hofgutes in Wennigsen, ⚭ Margareta Remmers (* 1604, † 15. Mai 1679)

- Hans (* 1. Januar 1642, † 14. November 1709 in Braunschweig), Feldprediger der fürstl. Truppen, 1682 Pastor zu Brüdern und St. Johannis in Braunschweig, ⚭ I 1672 N. Oberheyden († 1673), ⚭ II 27. März 1675 Anna Blandine Schindler

- Johann Gebhard (* 11. Februar 1676 in Braunschweig, † 11. März 1723 in Braunschweig), Pastor in Gevensleben und Braunschweig  ⚭ Maria Clara Fabian (* 1685 in Sudwalde † 25. Juli 1745 in Braunschweig)

- Johann Wilhelm Julius (* 26. April 1717 in Gevensleben, † 6. August 1760 in Gevensleben), Pastor in Gevensleben  ⚭ Sophie Dorothee Oppermann (* 16. Juni 1730 Schwanebeck, † 8. Juli 1816 in Lelm)

- Johann Wilhelm (* 14. Januar 1752 in Gevensleben, † 9. März 1820 in Bockenem), Bürgermeister in Bockenem 1809–1813, 1807/1809, Senator, Kirchenvorsteher, Mitglied des Wahlkollegiums Ockerdepartments, Kauf- und Handelsmann  ⚭ Henriette Caroline Müller (* 28. Juli 1776 † 7. März 1847)

- Charlotte Elise Alers (* 1816 in Gevensleben, † 26. Juni 1869 in Lühnde)  ⚭ Johann Wilhelm Fleck (* 28. Juli 1808 in Winzenburg,† 3. September 1873 in Lühnde), Pastor in Bledeln und Lühnde

- Johanne Charlotte Philippine Eberhardine Helene Fleck (* 1. Juli 1856 in Lühnde, † 31. Mai 1928 in Hannover) ⚭ Hermann Richard Wilhelm Simon (* 2. Oktober 1851 in Hermannrode, † 22. Februar 1941 in Hannover, begraben in Mandelsloh), 1876 bis 1926 Pastor in Mandelsloh, Schulinspektor. Nach ihm ist der Pastor-Simon-Weg in Mandelsloh benannt.